# Elinkwijk en omgeving
Elinkwijk en omgeving is een deel van de Utrechtse wijk Noordwest. Het is gelegen tussen het Julianapark, het spoor Utrecht-Amsterdam, het Amsterdam-Rijnkanaal, de Amsterdamsestraatweg, de De Lessepsstraat, de Burgemeester van Tuyllkade en de Sweder van Zuylenweg. Het wijkdeel telde in 2023 4.230 inwoners.
Een deel van de buurt is een beschermd stadsgezicht.

## Buurten
Het feitelijke Elinkwijk is de buurt ten zuidwesten van de Amsterdamsestraatweg. Het is tussen 1915 en 1927 aangelegd in de toenmalige buurgemeente Zuilen ten behoeve van het hogere personeel van de kort ervoor hier neergestreken metaalindustrie Demka en Werkspoor. De vanuit Werkspoor ontstane woningbouwvereniging kon het gebied voor een gunstige prijs overnemen van grondbezitter W.H.A. Elink Schuurman. Laatstgenoemde verbond er wel de voorwaarde aan dat de opzet in de vorm van een tuinwijk zou geschieden. Architect Karel Muller zette voor "Elinkwijk" de achterliggende principes van deze Engelse gedachte van Ebenezer Howard om. Het gebogen stratenpatroon is ruim opgezet en ontworpen met aandacht voor de juiste zichtlijnen. Er staan voornamelijk fraaie eengezinswoningen, ontworpen door Christiaan Posthumus Meyjes jr..
Aan de andere kant van de Amsterdamsestraatweg ligt de De Lessepsbuurt die grenzend aan Elinkwijk vanaf 1913 is aangelegd door de woningbouwvereniging "Zuilen" van de lagergeschoolden. De straten zijn vernoemd naar uitvinders zoals de Marconistraat en Edisonstraat. De woningbouwvereniging "Zuilen" heeft in de jaren 20 en 30 vervolgens nog twee woningbouwprojecten in dit gebied uitgevoerd.
Aan de Amsterdamsestraatweg stond de Sint-Ludgeruskerk die in de jaren 70 vervangen is door een appartementengebouw. Daar dicht bij bevindt zich het Museum van Zuilen van Wim van Scharenburg. De in de buurt gevestigde amateurvoetbalvereniging USV Elinkwijk is naar de buurt vernoemd. Demka en Werkspoor zijn uiteindelijk begin jaren '80 van de 20e eeuw opgeheven, waarna de fabrieksgebouwen zijn gesloopt.
2e Daalsebuurt en omgeving · de Driehoek · Egelantierstraat, Mariëndaalstraat e.o. · Elinkwijk en omgeving · Geuzenwijk · Julianapark en omgeving · Loevenhoutsedijk en omgeving ·  Ondiep · Prins Bernhardplein en omgeving · Queeckhovenplein en omgeving · Schaakbuurt · Zuilen-Noord